# Peder Krog (biskop)
 For alternative betydninger, se Peder Krog. (Se også artikler, som begynder med Peder Krog)
Peder Krog (8. april 1654 – 24. maj 1731) var en dansk-norsk biskop i Trondheim. Han blev udnævnt som biskop over Trondhjems Stift den 1. december 1688 og beholdt stillingen indtil sin død. Derved har han været biskop i Trondhjem i 42 år; længere end nogen anden før eller siden.
Men med sit udgangspunkt i den ortodokse lutherdom kom han i konflikt med kirkens udvikling i retning af pietisme og missonsiver i begyndelsen af 1700-tallet.
Bedømmelsen av Peder Krog i biografilitteraturen spænder over et vidt spekter, fra fordømmelse til ukritisk ros. De fleste er enig om at han var en flittig visitator og administrator af sit store stift. Han passerede Nordkap 10 ganger på visitationer i stiftets yderste udkant, ordinerede 240 præster, indsatte 32 provster og indviede 48 nye kirker.

## Familieforhold
Peder Krog blev født i Århus d. 8. april 1654 og nedstammer fra Hamar-munken Christen Krog. Peder Krogs far, magister Niels Nielssøn Krog (d. 31. december 1615 – d. 12. august 1685) var en norsk hører og siden rektor latinskolen i Århus og sognepræst i Vejby (Århus stift). Peder Krogs mor er Cecilia Pedersdatter Blichfeldt (død 1661).
Den 9. juni 1681 blev Peder Krog gift med Anna Dorothea Bremer (26. maj 1659 – 21. februar 1746), datter af Jørgen Bremer (1659–1746), handelsmand i Kiel, og Christina Bremer. De fik fire børn sammen:
- Christian Pedersen Krog (1682–1754), gift med Ingeborg Maria de Knagenhjelm.
- Nils Pedersen Krog (1683–1738), rektor ved katedralskolen i Trondheim – gift med Margrete Tyrholm.
- Sophie Amalie Krog (1686–1735) – gift med Hans Jenssen Collin, borgmester i Kristiansand i perioden 1707–1710.
- Jørgen (Georg) Henrik Pedersen Krog (født 1687), som senere blev pavens bibliotekar i Rom.

## De tidlige år
Peder Krog dimitterede fra latinskolen i Århus, hvor hans far var rektor, med stor ros i 1670. Samme år startede han sine studier ved Københavns Universitet og i årene 1671–1678 besøgte han en række udenlandske universiteter. Han blev i 1675 magister ved Wittenberg universitet. Udover teologi studerede han orientalske sprog, matematik og astronomi.
I 1677 rejste han til Magdeburg og tilbragte et år i selskab med den tyske teolog Christian Scriver, en kendt prædikant og forfatter af opbyggelseslitteratur.
Han vendte tilbage til København i 1678. Han blev viceprovst på kommunitetet og holdt forelæsninger over de orientalske sprog indtil han i 1679 blev rektor ved latinskolen i Køge. I sin tid som rektor i Køge leverede han en disputats: De miraculo solis stantis in Gibeone. Hvor han beviste at han var velbevandret i syrisk og arabisk.
Fra 1679 til 1681 var han rektor ved latinskolen i Køge, deretter sogneprest i Besser og Onsbjerg og provst over Samsø. Årene her var de lykkeligste i hans liv, sier Krog. Allerede i 1681 blev han af Sophie Amalie Moth kaldet til provst på Samsø og sognepræst over Besser- og Onsbjerg Sogn. Den 9. juni samme år giftede han sig med Anna Dorothea Bremer, en borgmesterdatter fra Kiel (død 1746, begravet 9. Marts, 86 år gammel), som han senere fik fire børn med. I en tid blev det antaget at Sophie Amalie Moth var en slægtning af hans hustru, hvilket dog ikke er bevist.
Årene her var de lykkeligste i hans liv har han selv udtalt senere.
Da han blev kaldet til bispestolen i Trondheim d. 1. december 1688 skete det, ifølge ham selv:,uden hans Vidende og næsten mod hans vilje. Efter bispevielsen blev han i februar 1689, efter kongelig ordre, kreeret til doktor i teologi og året efter i 1690 fik han rang som virkelig justitsråd.

## Biskop i Trondheim 1688-1731
Biskop Krog kom til Trondheim sommeren 1689. Fra nu af – hedder det – blev had, møje, forfølgelse hans lod, og det kan virke rimeligt nok under de herskende Forhold i Trondheim. Han blev afgjort ikke vel modtaget, da begge Trondheims sognepræster havde ønsket bispestolen, men han satte hårdt mod hårdt og søgte at ramme dem begge, hvor han kunne. Det gik imidlertid ud over ham selv, og han kom til kort i sine processer mod dem. Dette blev begyndelsen til den række af processer, hvori Krog levede – i alt 13. Med hans intellektuelle overlegenhed, hans autoritære ledelse og rastløse virketrang var det grobund for strid. Han sendte en rundspørge til alle stiftets sognepræster med et spørgeskema om de kirkelige forhold i de enkelte præsters område. Svarene må have været nedslående for kong Christian 5. havde benyttet kirkens indtægter til egne formål eller til benådninger af tvivlsomme statsmænd; for eksempel var 13 prestegjeld med 51 kirker benådet til 7 personer i Trondheim. Sammen med stiftamtmand Hans Kaas fik Peder Krog i 1692 ophævet benådningerne.
Efterfølgende blev kirkens indtægter brugt til at sætte kirkerne i stand. Oprydningen havde skaffet ham "udødeligt had og hævngerrighed på halsen", ifølge ham selv. Hans Kaas´s efterfølger, stiftamtmand Iver von Ahnen (1700–1722), stilte sig på biskoppens modstanderes side. Striden mellem biskoppen og stiftamtmanden blev en tragedie for samarbejdet i stiftdirektionen og Domkapitellet. Værre blev det kun af alle ulykkerne som ramte Trondheim i tiden der fulgte. Ved bybranden i 1708 blev domkirken Vor Frue Kirke og latinskolen ramt, i 1718 blev Trøndelag en krigsskueplads og byen blev udsat for svensk belejring, og i 1719 brændte domkirken på ny. Genopbygningen skabte strid om det meste og den stridbare biskop var involveret i de fleste. Mindst 17 processer, som han var part i, er kendt og mindst seks gik helt til højesteret. Men Peder Krog var også en pligtopfyldende visitator i det enorme stift, som omfattede Nord-Norge. Knapt nogen biskop før ham havde gået så grundigt til værks under visitationerne.
Interessen for Finmarken var vågnet i slutningen af det 17. århundrede og kort tid efter sin ansættelse fik Peder Krog befaling på at visitere Finmarken hvert 3. år. Han efterkom sin konges vilje og gennemførte den hårde rejse i 1696, 1700 og 1705. Han fik interesse for finnerne og efter sin tredje visitation nordpå i 1705 sendte han en indberetning til kongen omkring samernes sørgelige åndelige tilstand. Han foreslog at sende lærer til samerdistrikterne for at lære dem norsk, for på den måde at integrere dem ind i menigheden. Han påpegede at missionsvirksomheden som blev drevet af svenskerne kunne føre til at samerne blev lokket over til Sverige. Indberetningen vakte opsigt fordi et politisk aspekt derved kom ind i billedet. Men resultatet blev et andet, end hvad biskoppen havde tænkt. Allerede i januar 1706 blev det besluttet, at sende student Povel Resen nordpå for at granske forholdet blandt samerne langs grænsen til Sverige. Povel Resens rapport til kongen foreslog at sende ordinerede lærer (præster) til samerne og bygge skoler og kirker på otte steder fra Snåsa til Varanger. Både Povel Resen og myndighederne have gennemført undersøgelse uden at involvere stiftets biskop og da Peder Krog til overdraget rapporten, følte han sig dybt krænket på embedets vegne.
Med sit ortodokse og udprægede embedskirkelige syn var Peder Krog kommet på kant med udviklingen. Den pietistiske reformbevægelse, som gjorde sig gældende både indenfor kirken og i regeringskredse, gik ind for strengere kirketugt og hedningsmission. Noget som Peder Krog var uforstående overfor. Under Den Store Nordiske Krig måtte de
videre forhandlinger stilles i bero indtil 1714, hvor Frederik 4. i oprettede sit eget regeringskollegium, som skulle varetage ydre mission inden for kongeringet og som året efter blev missionen blandt samerne lagt ind under missionskollegiet. Dette fik skæbnesvangre konsekvenser for Peder Krog, særligt fordi Thomas von Westen i 1706 blev udnævnt til at lede finnemissionen, uafhængig af biskoppen, med løn fra domkapitlets lektorembede. Thomas von Westen var præst i Møre og Romsdal, som lå inde under Peder Krogs stift, og hans syn på arbejdet blandt samerne var radikalt forskelligt fra Peder Krogs. Thomas von Westen benyttede sig af missionærer som skulle underviser samerne på deres eget sprog og han bevægede sig ud på sin første missionsrejse uden så meget som at vise biskoppens sin instruks. Peder Krog modarbejdede derefter i det stille alt og alle som stod i forbindelse med Thomas von Westens missionsarbejde.
Biskop Krogs en gang så stærke position ved hoffet blev også radikalt svækket. I årene 1716–1719 blev indtægterne af alle kirkerne nordpå overført til missionen og i 1720 pålagde kongen at stiftsdirektionen afleverede ca. 70 kirker til missionen i forsvarlig stand inden udgangen af 1723. Dette blev sat i værk på baggrund fra et reskript af 8. marts 1720 udarbejdet af Thomas von Westen. Da kongen i 1721 satte kirkerne i Norge til salgs, var kirkerne i Nord-Norge udtrykkelig holdt udenfor. Efter at stiftamtmand Iver von Ahnen døde i 1722, blev biskoppen alene gjort ansvarlig for kirkernes istandsættelse. Peder Krog saboterede påbuddet. Under et besøg i København i 1726 blev han nægtet at rejse hjem, da missionskollegiet agtede at rejse tiltale mod ham for ikke at have opfyldt kongens ordre. En kommission blev nedsat som fandt store mangler i kirkeregnskaberne, men kollegiet var ikke tilfreds med kommissionens domsudkast, og kommissionen fik overrakt en dom fra kongen som helt afveg fra deres egen indstilling: Biskop Krog pålægges for egne midler at sætte missionskirkerne i forsvarlig stand inden mikkelsdag (29. september) 1727. Indtil kirkerne var afleveret i godkendt stand, skulle alle biskoppens indtægter beslaglægges. Den chokerende dom blev forkyndt for Peder krog d. 18. oktober 1726.
I 1727 tiltrådte Jacob Benzon som ny stiftamtmand i Trondheim. Det blev hans opgave at inddrage biskoppens indtægter, og i den anledning kontaktet han Peder Krog for at indhente informationer. Denne anledningen benyttet biskoppen til at gennemgå hele sagen i et mesterværk af en forsvarstale, hvor han blandt andet hævdede at efterleve dommen ville kræve 20 år og 30.000–40.000 rigsdaler! Jacob Benzon oversendte forsvarsskriftet til kongen, som ekspederede det videre til kommissionen. Dens kommentar var at dommen var kongens eget værk og umulig at efterleve.
I Trondheim skete også ting som skulle komme biskoppen til gode. Thomas von Westen døde i 1727 og efterfølgeren Eiler Hagerups syn på hvordan finnemissionen burde drives, lå nærmere Peder Krogs overbevisning. Peder Krog var stadig i København og ved hoffet begyndte man at fatte sympati den gamle, plagede biskop. Han blev tilbudt at afholde præken i Christiansborg Slotskirke og d. 16. januar 1729 fremførte han en tekstudlægning om brylluppet i Kana efter den ortodokse skoles objektive, tematiske mønster. Dronning Anna Sophie Reventlow blev så grebet af prækenen at hun bad om at få den afskrevet. Dette er den eneste af hans prækener som er bevaret. I maj 1729 blev arresten i Krogs indtægter ophævet og han fik tilbudt at rejse gratis med en fregat som lå sejlklar i Bergen. Ved ankomsten til Bergen sendte han varsel til provsterne i Romsdal og Nordmøre om at han agtede at visitere de to provster på vejen hjem. I august 1729 var han atter tilbage i Trondheim efter 3½ års fravær.
Peder Krogs privatliv var også turbulent. Stiftet havde ikke en embedsgård og han byggede derfor sin egen bolig. Den brændte ned til grunden i 1699 i en brand, som biskoppen hævdede var påsat. Her mistede han også sit bibliotek og manuskripter. Derefter købte han den forfaldne Bakke gård, på østsiden af Nidelven lige udenfor byen og byggede den op til en respektiv bisperesidens. Lige ved siden af gården lod han Bakke kirke opføre for at betjene befolkningen på bakklandet, som for nylig var overført til Strinda prestegjeld, da Peder Krog selv var sognepræst. Under den svenske general Carl Gustaf Armfeldts belejring af Trondheim i 1718 under den Store Nordiske Krig besluttede forsvarene af byen at afbrænde Bakke gården og bebyggelsen på Bakklandet for at svenskerne skulle kunne søge dækning der; kun kirken blev skånet. Peder Krog beregnede sit personlige tab til 4550 rigsdaler. Han blev ikke tildelt nogen erstatning, måske fordi hans gæld ved kirkeregnskaberne blev fundet større end hans fordring på Staten. Under Københavns brand i 1728 brændte hans logi på Frue kirkegård ned.
Peder Krogs sidste leveår var fredelige og hans samarbejde med Eiler Hagerup var godt, modsat hans samarbejde med forgængeren Thomas von Westen. I 1731 kunne Peder Krog fejre både hans 50-årsjubilæum som præst og sit d. 6. maj guldbryllup. Kort tid efter d. 24. maj 1731 døde han af en hjerneblødning. Hans sidste brev til kongen munder ud i følgende hjertesuk: Min Tak af Verdens Børn haver været Crebra Martyria, saa at Fnysen og Brusen, Knurren og Murren, Hat og Afvind, Vanrøkte og Vanlykke, Efterstræbelse og Forfølgelse end ikke opphører indtil denne Dag Han blev begravet i biskop Erik Pontoppidans gravkrypt i Nidarosdomens søndre oktogonkapell i Trondheim.

## Portrætter
- To samtidige malerier af biskop Krog, udført af Peter Batta, skal have eksisteret i privat eje i 1920-årene
- Maleri (brystbilede; vist nok kopi efter et af de ovennævnte), antagelig af Anders Bergius, 1770-årene; Nidarosdomen, Trondheim
- Kobberstik (brystbilede) af F. Morellon La Cave, Amsterdam 1731; Alte Pinakothek, München